# سیارک ۲۲۶۱۲
سیارک ۲۲۶۱۲ (به انگلیسی: 22612 Dandibner، نامگذاری:1998KT3) بیست و دو هزار و ششصد و دوازدهمین سیارک کشف شده‌است که در ۲۲ مه ۱۹۹۸ کشف شد.
قدر مطلق سیارک برابر ۲۱٫۴ است.